# Paul Kronacker
Paul Kronacker, né à Anvers le 5 novembre 1897 et mort à Kapellen le 3 février 1994, est un homme politique belge.

## Fonctions et mandats
- Ministre sans portefeuille : 1944-1946
- Ministre des Importations : 1946-1947
- Membre de la Chambre des représentants de Belgique : 1946-1968
- Président de la Chambre des représentants : 1958-1961

## Publications
- La conférence sucrière internationale de Londres, Brussel, 1937.
- Après un an d'expérience. Réflexions sur le passé et l'avenir, Brussel, 1946.
- Souvenirs d'une mission, Brussel, 1947.
- Albert Devèze, in: La Flambeau, 1960.
- Souvenirs de paix et de guerre, Paris, 1973.

## Sources
- Pierre BOURGEOIS, Monsieur Paul Kronacker, Ministre des approvisionnements, in: La Face à Main, 18 augustus 1945.
- Le Livre Bleu. Recueil biographique, Brussel, Maison Ferd. Larcier, 1950.
- C.-L. B., M. Paul Kronacker quitte la vie parlementaire, in: Le Soir, 11 januari 1968.
- Paul VAN MOLLE, Het Belgisch parlement, 1894-1972, Antwerpen, 1972.
- D. DENUIT, Entretien avec le baron Kronacker, ancien ministre des Approvisionnements, in: Le Soir, 4 januari 1973.
- Oscar COOMANS DE BRACHÈNE, État présent de la noblesse belge, Annuaire 1992, Brussel, 1992.
- José DOUXCHAMPS, Présence nobiliaire au parlement belge (1830-1970). Notes généalogiques, Wépion-Namen, 2003.
- Paul Kronacker (1897-1994). Inventaris van het archief (1919-1985), Gent, 2007 op de website van Liberas

- Ressource relative à plusieurs domaines :   - ODIS
- Notices d'autorité :   - VIAF
  - IdRef

1. ↑  « http://www.archiefbank.be/dlnk/AE_1637 »